# 트리스탕 도
트리스탕 도(태국어: ทริสตอง โด, 프랑스어: Tristan Do, 1993년 1월 31일 ~ )는 태국의 프랑스계 축구 선수로 현재 무앙통 유나이티드에서 미드필더 겸 수비수로 활약하고 있다.

## 선수 경력

### 클럽
2011년 FC 로리앙에 입단하며 프로에 입문했지만 단 1경기도 출전하지 못했고 이듬해인 2012년 SAS 에피날로 임대 이적하여 2012-13 시즌 리그 19경기 2골을 기록했다.
그 후 2013-14 시즌을 앞두고 프랑스 2부 리그의 가젤레크 아작시오로 이적하여 리그 18경기 4골을 기록한 뒤 2013-14 시즌을 끝으로 3년간의 프랑스에서의 선수 생활을 접고 태국 1부 리그의 폴리스 테로로 둥지를 틀었다.
그렇게 폴리스 테로로 이적 후 2시즌간 공식전 39경기 1골을 기록하며 2014 시즌 리그 3위, 태국 리그컵 우승에 이바지했고 2016 시즌부터 2018 시즌까지 무앙통 유나이티드 소속으로 공식전 114경기 10골을 기록하면서 리그 1회 우승(2016) 및 1회 준우승(2017), 태국 리그컵 2회 우승(2016, 2017), 2016 코르 로열컵 준우승, 2017 태국 챔피언스컵 우승, 2017 메콩 클럽 챔피언십 우승, 2017년 AFC 챔피언스리그 16강 진출 등에 기여했다.
이후 2019 시즌을 앞두고 방콕 유나이티드로 이적하여 현재까지 태국 FA컵 2회 연속 4강 진출(2019, 2020-21)의 성과를 남겼다.

### 국가대표팀
프랑스, 태국, 베트남 국가대표팀 등에서 활약이 가능했으므로 베트남 축구 연맹이 베트남 U-23 대표팀에서의 활동을 제안했지만 이를 거절하고 태국 국가대표팀을 선택했다.
그리고 태국 U-23 대표팀의 일원으로 2015년 동남아시아 경기 대회에 참가하여 팀 통산 15번째 동남아시아 경기 대회 금메달 획득에 기여한 뒤 같은 해 9월 2013년 남아시아 축구 연맹 선수권 대회 우승팀인 아프가니스탄과의 친선 경기에서 태국 성인대표팀에서의 첫 경기를 치렀다.
그 후 이듬해에 열린 2016년 AFF 스즈키컵에 참가하여 태국의 통산 5번째 우승에 기여했고 그로부터 약 3년 후에 열린 2019년 AFC 아시안컵 본선에도 출전하여 1972년 3위 이후 47년만의 아시안컵 본선 토너먼트 진출(16강)에 일조했으며 코로나19 범유행으로 1년 연기된 2020년 AFF 스즈키컵에서도 태국의 통산 6번째 우승의 주역으로 맹활약했다.

## 수상

### 클럽
폴리스 테로
- 태국 리그 1 : 3위 (2014)
- 태국 리그컵 : 우승 (2014)

무앙통 유나이티드
- 태국 리그 1 : 우승 (2016), 준우승 (2017)
- 태국 리그컵 : 우승 (2016[1], 2017)
- 코르 로열컵 : 준우승 (2016)
- 태국 챔피언스컵 : 우승 (2017)
- 메콩 클럽 챔피언십 : 우승 (2017)

### 국가대표팀
태국 U-23
- 동남아시아 경기 대회 : 금메달 (2015)

 태국
- AFF 스즈키컵 : 우승 (2016, 2020)

### 개인
- AFF 스즈키컵 베스트 11 : 2016
- 동남아시아 축구 연맹 베스트 11 : 2017